# Olenecamptus somereni
Olenecamptus somereni är en skalbaggsart som beskrevs av Gilmour 1948. Olenecamptus somereni ingår i släktet Olenecamptus och familjen långhorningar.
Artens utbredningsområde är Kenya. Inga underarter finns listade i Catalogue of Life.